# Slovenska republiška liga 1954-1955
La Slovenska republiška nogometna liga 1954./55. (it. "Campionato calcistico della Repubblica di Slovenia 1954-55") fu la decima edizione del campionato della Repubblica Popolare di Slovenia. In questa stagione era nel quarto livello della piramide calcistica jugoslava.
Fu la terza ed ultima edizione su due gironi, Ovest ed Est.

I due gironi vennero vinti rispettivamente da Železničar Gorica e Rudar Trbovlje, che disputarono la finale che decretò dei primi la vittoria e la promozione nella I Zonska liga 1955-1956.

Fu il primo titolo nella slovenia repubblicana vinto dallo Železničar Gorica.
Dal 1955 al 1958 non vi furono tornei della Slovenska republiška nogometna liga a causa di una riforma dei campionati: la seconda serie venne divisa in 4 zone; le squadre slovene vennero inserite nella prima zona, assieme quelle dalla Croazia (quest'ultima senza Dalmazia meridionale e Slavonia).

La squadre slovene in terza serie vennero divise in due gironi: da una parte quelle di Lubiana e del litorale, dall'altra quelle di Celje, Maribor e del nord della Croazia.

## Girone Ovest

### Squadre partecipanti
| Squadra          | Città          | Stagione 1953-54 | Stagione 1953-54        |
| Squadra          | Città          | Pos.             | Divisione               |
| ---------------- | -------------- | ---------------- | ----------------------- |
| Korotan          | Kranj          | 11°              | Hrvatsko-slovenska liga |
| Izola            | Isola d'Istria | 12°              | Hrvatsko-slovenska liga |
| Piran            | Pirano         | 1°               | 1. Slovenska liga Ovest |
| Željezničar (Go) | Nova Gorica    | 2°               | 1. Slovenska liga Ovest |
| Slovan           | Lubiana        | 3°               | 1. Slovenska liga Ovest |
| Aurora Koper     | Capodistria    | 4°               | 1. Slovenska liga Ovest |
| Krim             | Lubiana        | 5°               | 1. Slovenska liga Ovest |
| Branik           | Salcano        | 6°               | 1. Slovenska liga Ovest |
| Postojna         | Postumia       | 7°               | 1. Slovenska liga Ovest |
| Grafičar         | Lubiana        | ?                | 2. Slovenska liga       |

### Classifica
|  | Pos. | Squadra            | Pt | G  | V  | N | P  | GF | GS | QR    |
|  | ---- | ------------------ | -- | -- | -- | - | -- | -- | -- | ----- |
|  | 1.   | Železničar Gorica  | 30 | 18 | 14 | 2 | 2  | 72 | 20 | 3,600 |
|  | 2.   | Krim Lubiana       | 30 | 18 | 14 | 2 | 2  | 68 | 21 | 3,238 |
|  | 3.   | Grafičar Lubiana   | 23 | 18 | 11 | 1 | 6  | 44 | 30 | 1,466 |
|  | 4.   | Korotan Kranj      | 17 | 18 | 8  | 1 | 9  | 37 | 39 | 0,948 |
|  | 5.   | Slovan Lubiana     | 16 | 18 | 8  | 0 | 10 | 30 | 40 | 0,750 |
|  | 6.   | Aurora Capodistria | 16 | 18 | 7  | 2 | 9  | 26 | 27 | 0,962 |
|  | 7.   | Postumia           | 15 | 18 | 5  | 5 | 8  | 20 | 42 | 0,476 |
|  | 8.   | Izola              | 13 | 18 | 5  | 3 | 10 | 30 | 41 | 0,731 |
|  | 9.   | Branik Solkan      | 13 | 18 | 6  | 1 | 11 | 26 | 48 | 0,541 |
|  | 10.  | Piran              | 7  | 18 | 3  | 1 | 14 | 13 | 49 | 0,265 |

Legenda:
  Ammesso agli spareggi per la I Zonska liga 1955-1956.
      Promosso in I Zonska liga 1955-1956.
      Retrocesso nella divisione inferiore.
Note:
Due punti a vittoria, uno a pareggio, zero a sconfitta.

## Girone Est

### Squadre partecipanti
| Squadra       | Città           | Stagione 1953-54 | Stagione 1953-54      |
| Squadra       | Città           | Pos.             | Divisione             |
| ------------- | --------------- | ---------------- | --------------------- |
| Mura          | Murska Sobota   | 2°               | 1. Slovenska liga Est |
| Rudar (Tr)    | Trbovlje        | 3°               | 1. Slovenska liga Est |
| Nafta         | Lendava         | 4°               | 1. Slovenska liga Est |
| Proletarec    | Zagorje ob Savi | 5°               | 1. Slovenska liga Est |
| Rudar (Ve)    | Velenje         | 6°               | 1. Slovenska liga Est |
| Aluminij      | Kidričevo       | 7°               | 1. Slovenska liga Est |
| Drava         | Ptuj            | 8°               | 1. Slovenska liga Est |
| Kovinar Štore | Štore           | 9°               | 1. Slovenska liga Est |
| Bratstvo      | Hrastnik        | ?                | 2. Slovenska liga     |
| Kovinar (Mb)  | Maribor         | ?                | 2. Slovenska liga     |

### Classifica
|  | Pos. | Squadra            | Pt | G  | V  | N | P  | GF | GS | QR    |
|  | ---- | ------------------ | -- | -- | -- | - | -- | -- | -- | ----- |
|  | 1.   | Rudar Trbovlje     | 29 | 18 | 14 | 1 | 3  | 61 | 24 | 2,541 |
|  | 2.   | Mura               | 26 | 18 | 12 | 2 | 4  | 59 | 27 | 2,185 |
|  | 3.   | Bratstvo Hrastnik  | 24 | 18 | 10 | 4 | 4  | 44 | 28 | 1,571 |
|  | 4.   | Nafta              | 20 | 18 | 9  | 2 | 7  | 43 | 38 | 1,131 |
|  | 5.   | Rudar Velenje      | 20 | 18 | 9  | 2 | 7  | 49 | 55 | 0,890 |
|  | 6.   | Proletarec Zagorje | 17 | 18 | 8  | 1 | 9  | 38 | 45 | 0,844 |
|  | 7.   | Kovinar Maribor    | 17 | 18 | 7  | 3 | 8  | 31 | 34 | 0,911 |
|  | 8.   | Aluminij           | 15 | 18 | 7  | 1 | 10 | 37 | 47 | 0,787 |
|  | 9.   | Kovinar Štore      | 12 | 18 | 6  | 0 | 12 | 27 | 44 | 0,613 |
|  | 10.  | Drava Ptuj         | 0  | 18 | 0  | 0 | 18 | 14 | 63 | 0,222 |

Legenda:
  Ammesso agli spareggi per la I Zonska liga 1955-1956.
      Promosso in I Zonska liga 1955-1956.
      Retrocesso nella divisione inferiore.
Note:
Due punti a vittoria, uno a pareggio, zero a sconfitta.

## Spareggi-promozione
Le vincitrici dei due gironi si sfidarono per un posto in I Zonska liga 1955-1956.
| Squadra 1      | Totale | Squadra 2         | Andata     | Ritorno    |
| -------------- | ------ | ----------------- | ---------- | ---------- |
|                |        |                   | 10.07.1955 | 17.07.1955 |
| Rudar Trbovlje | 5 – 6  | Železničar Gorica | 4 – 1      | 1 – 5      |

## 1955-1958
Per tre stagioni, dal 1955 al 1958, non vennero disputati tornei organizzati dalla Slovenska republiška nogometna liga. Detto della seconda serie divisa in 4 zone, la terza serie invece fu divisa in 14 gironi, in cui le squadre slovene vennero inserite nei primi due:
- Ljubljansko-primorska liga (Slovenia occidentale)
- Liga Varaždin-Maribor-Celje (Slovenia orientale e Croazia settentrionale)

Le vincitrici dei due gironi venivano ammesse agli spareggi per l'accesso in I Zona.